# استونسیا (سرجیپ)
استونسیا (به پرتغالی: Estância) یک منطقهٔ مسکونی در برزیل است که در سرژیپه واقع شده‌است. استونسیا ۶۴۴٫۵ کیلومتر مربع مساحت و ۶۹٬۵۵۶ نفر جمعیت دارد و ۵۳ متر بالاتر از سطح دریا واقع شده‌است.